# Consuelo de Saint-Exupéry
Consuelo de Saint-Exupéry, nata Consuelo Suncín Sandoval (Armenia, 10 aprile 1901 – Grasse, 28 maggio 1979), è stata un'artista e scrittrice salvadoregna.

## Biografia

### Gli studi
Pittrice, scultrice e scrittrice, Consuelo Suncín Sandoval nacque nel 1901 ad Armenia, un piccolo centro in El Salvador, da una famiglia di ricchi proprietari terrieri. Completati gli studi primari e secondari in patria, dove visse un'infanzia privilegiata, proseguì gli studi superiori in arti visive negli Stati Uniti, presso l'Accademia di Belle Arti di San Francisco, e si trasferì successivamente in Messico, iscrivendosi prima alla facoltà di giurisprudenza presso l'Università Nazionale Autonoma del Messico (UNAM) e poi a quella di giornalismo.

### I ruggenti anni '20
Il 15 maggio 1922, appena maggiorenne, sposò Ricardo Cárdenas, un giovane messicano incontrato a San Francisco quando ancora studiava Belle Arti. La loro unione però non durò che un anno e in seguito lei stessa raccontò di essere la vedova di Ricardo, preferendo omettere che il suo decesso era successivo al loro divorzio, al tempo considerato infamante per una donna.
A Città del Messico fu assunta come giornalista presso il quotidiano Antorcha diretto da José Vasconcelos, allora segretario della Pubblica Istruzione del Messico. Ebbe quindi l'opportunità di conoscere il famoso muralista Diego Rivera presso il collegio San Ildefonso, centro del movimento artistico noto come Muralismo messicano, che ebbe una indubbia influenza sulla pittura suggestiva, vivace e intensa di Consuelo.
Attraversato l'oceano per studiare a Parigi, conobbe il pittore Kees van Dongen, che la presentò al suo futuro marito, Enrique Gómez Carrillo. Noto e prolifico scrittore del Guatemala, corrispondente per prestigiose testate giornalistiche, nonché console a Parigi, Gómez Carrillo la presentò ai più noti artisti e letterati del tempo. Molto apprezzato in Francia, decorato con la Legione d'Onore, fu sepolto anzitempo al cimitero di Père-Lachaise, privilegio accordato molti anni dopo anche a lei.
La loro relazione infatti fu intensa ma breve: nel 1927 la morte improvvisa del console per un aneurisma cerebrale la rese vedova a soli 26 anni, nonché erede di una consistente fortuna che le permise di continuare a viaggiare e coltivare i suoi numerosi interessi artistici. Nel 1930 partì per l'Argentina su invito del presidente della Repubblica, Hipólito Yrigoyen, e viaggiò in compagnia di una delegazione di scrittori francesi, tra cui Benjamin Crémieux che volle assolutamente presentarla al conte Antoine de Saint-Exupéry, conosciuto a Parigi tramite la NRF.

### Il matrimonio con Saint-Exupéry
L'incontro con Saint-Exupéry, al tempo direttore del servizio aeropostale argentino, avvenne alla fine del 1930 nei salotti dell'Alliance française di Buenos Aires, e fu seguito dal loro matrimonio l'anno successivo in Francia. Il rito civile si celebrò il 22 aprile 1931 a Nizza, il rito cattolico il 23 presso la cappella privata dello Château d'Agay, residenza della neo cognata.
Nei successivi 13 anni il loro rapporto fu messo alla prova da problemi finanziari, relazioni extraconiugali e lunghe separazioni dovute alle pericolose imprese di Saint-Exupéry, tanto come aviatore che come reporter. Eppure il loro amore sopravvisse, soprattutto grazie alla loro fitta corrispondenza. Le molte lettere, le foto, e i loro oggetti personali, da lei custoditi con estrema cura per tutta la vita, sono stati oggetto di una mostra riproposta recentemente nel 2020 alle Galerie du Boléro, a Versoix.
Ne emerge l'immagine di una coppia unita, pur preservando ognuno la propria sfera di influenza e il proprio universo creativo personale. Al pari del più celebre marito, anche lei è un'artista a pieno titolo che scrive, dipinge e scolpisce e che nel corso della vita ha stretto amicizia con intellettuali e artisti eminenti, fra cui i pittori surrealisti del calibro di Marcel Duchamp, Oscar Dominguez, Balthus, André Breton, André Derain, Max Ernst, che seppero incoraggiare e ispirare il suo lavoro e la sua pittura.
Si ricongiunse a loro verso la fine del 1940 nei pressi di Marsiglia quando, allo scoppio della Seconda Guerra Mondiale, si rifugiò a Villa Belair, dove il giornalista americano Varian Fry aiutava intellettuali ed artisti in pericolo a lasciare la Francia per gli Stati Uniti. In attesa di ottenere il visto per raggiungere il marito, al tempo in missione a New York, si unì ad un gruppo di studenti di Belle Arti a Oppède nel Luberon. Il gruppo, guidato dal futuro grande architetto Bernard Zehrfuss, organizzò una rete di resistenza pur continuando a realizzare progetti architettonici.
Alla fine del 1941 arrivò negli Stati Uniti dove la coppia si insediò in una grande casa a Long Island, a poche miglia da New York. Aperta a tutti i loro amici in fuga dall'Europa, la Bevin House ospitò fra gli altri: Ingrid Bergman, Jean Gabin, Greta Garbo, Charles Boyer, Marlène Dietrich, Jean Renoir, Denis de Rougemont.
Nel maggio del 1942 raggiunse il marito a Montréal, dove lo scrittore era stato invitato a tenere delle conferenze. 
Durante il 1943, di ritorno a Bevin House, la coppia si preparava all'uscita de Il Piccolo Principe, Saint-Exupéry rileggendo e revisionando il testo del suo celebre racconto mentre lei disegnava inedite versioni femminili di quel personaggio ormai scolpito nell'immaginario collettivo. Alcuni di questi schizzi sono stati esposti al Museo delle Arti Decorative di Parigi nel corso della mostra “À la rencontre du Petit Prince” del 2022.
La si ritrova ovunque nel racconto: lei è la volpe che vuole essere addomesticata, il serpente misterioso, i vulcani del suo asteroide natale, soprattutto lei è la rosa, l'unica e sola da cui fare ritorno. E da cui lo scrittore era sempre tornato.
Nell'aprile del 1944, Antoine de Saint-Exupéry lasciò nuovamente gli Stati Uniti e tornò in servizio attivo nell'Aeronautica Militare. 
Durante la sua carriera di pilota civile e militare aveva superato diverse situazioni critiche, la più grave nel 1935 quando con il suo aereo era precipitato nel deserto libico. Il 31 luglio 1944 il suo aereo scomparve durante una ricognizione sul Mediterraneo. Non fece mai più ritorno alla base.

### Il secondo dopoguerra
Secondo la biografia Une Mariée vêtue de noir, pubblicato da Éditions du Rocher, fu attraverso la stampa che venne a conoscenza della scomparsa di suo marito. Affranta e senza alcun sostegno economico, rimase a New York dove trovò lavoro da Bloomingdale's come creatrice di vetrine grazie a Salvador Dalí. Gli resterà molto legata e negli anni a venire trascorrerà spesso le vacanze a Port Lligat, utilizzando l'atelier del celebre pittore per i suoi lavori.
Nel 1945 terminò la stesura del manoscritto Oppède, in cui ripercorre i giorni che la videro coinvolta nella resistenza, all'indomani dell'armistizio del 1940. Il volume, pubblicato per la prima volta a New York da Brentano's, e in seguito da Gallimard in Francia, è corredato da suoi disegni in bianco e nero. 
Nel 1946 rientrò a Parigi iniziando a mettere su carta ogni suo ricordo legato alla vita che aveva condiviso con il suo Tonio, spinta verosimilmente dalla necessità di non farsi sopraffare dal dolore. Altrettanto verosimile è che, non scrivendo nella sua lingua madre, abbia chiesto aiuto ai suoi amici francesi per la revisione del suo testo. 
Più estrema l'ipotesi ventilata nel 2004 da Christian Campiche, che nel suo saggio Le Nègre de la Rose (inedito in Italia) arriva a ipotizzare che sia lo scrittore e filosofo Denis de Rougemont il vero autore dell'autobiografia Memorie della Rosa, pubblicata postuma nel 2000 e divenuta ben presto un caso editoriale.
Per il grande pubblico, tuttavia, l'opera resta il frutto indiscusso degli scritti da lei redatti e conservati gelosamente per tutta la vita, e che il suo erede universale ha deciso di dare alle stampe ventun anni dopo la sua morte e a 100 anni dalla nascita di Antoine de Saint-Exupéry. Oltre che alla scrittura, consacrò la seconda metà della sua vita alla pittura e alla scultura. Venne a contatto con artisti come Mirò e Giacometti, incontrò Picasso che la esortò a perseverare con il suo personale uso del colore. Tra il 1949 e il 1978 furono allestite mostre a Cadaqués, Cannes, Parigi, Bruxelles, New York, che permisero a un più vasto pubblico di scoprire la varietà del suo talento ed ammirare i suoi disegni, dipinti e sculture.

### In memoria di Saint-Exupéry
Gli ultimi anni della sua vita li dedicò a commemorare il marito, partecipando alle numerose inaugurazioni e celebrazioni a lui dedicate in Francia e all'estero. In quanto vedova di Antoine de Saint Exupéry, nel 1967 fu ospite d'onore all'Esposizione Universale di Montréal intitolata Terre degli Uomini, dal titolo del romanzo omonimo scritto dal marito nel 1939.
Il 28 maggio 1979 morì a Grasse a causa di un grave attacco d'asma, malattia contro cui aveva combattuto tutta la vita. Fu sepolta a Parigi nel cimitero di Père-Lachaise accanto al suo secondo marito, Enrique Gomez Carrillo. Ha lasciato in eredità tutta la sua fortuna, le sue opere e la sua parte dei diritti letterari di Saint-Exupéry a José Martinez Fructuoso, il suo segretario.

## Opere
- Oppède, Brentano's, 1945, 294 pp - Gallimard, 1947, 296 p.
- Kingdom of the rocks - Memories of Oppède, trad. K.Woods, Random House, 1946, 305 p.
- Memorie della Rosa (Mémoires de la Rose, 2000)  trad. da P. Ghinelli, Barbèra, 2007, 236 p -  trad. P. Ghinelli, Barney, 2014, 245 p. - trad. Lorenza Ghinelli, Love Edizioni, 2023, 268 p.
- Lettres du dimanche, Plon, 2001, 183 p.
- Il principe e la rosa, lettere d'amore (Correspondance 1930-1944, 2021) di A. de Saint-Exupéry e C. de Saint-Exupéry, trad. Lila Grieco, Donzelli, 2021, 320 p.

### Articoli
- (FR) La muse et le Petit Prince, in Le Monde.fr.